# 1994年のスポーツ
- 年度別スポーツ記事一覧

1994年のスポーツでは、1994年（平成6年）のスポーツ関連の出来事についてまとめる。

## できごと
- 国際スポーツ年
- 1月27日 - テニスの伊達公子が全豪オープンで4大大会初の準決勝進出、シュテフィ・グラフに敗退
- 1月29日 - アルペンスキーのウルリケ・マイヤーが滑降のレース中事故により亡くなる
- 2月12日～27日 - 第17回リレハンメルオリンピック開催、今大会より冬季オリンピックと夏季オリンピックの年次をずらす
- 5月1日 - アイルトン・セナ、F1第3戦サンマリノGPで事故死
- 6月17日～7月17日 - 第15回FIFAワールドカップ、アメリカで開催、ブラジルが史上最多の4度目の優勝
- 8月12日 - メジャーリーグベースボールがプロスポーツ史上最長のストライキに突入、1994年のワールドシリーズも中止される（→1994年から1995年のMLBストライキ）
- 10月2日 - 広島アジア競技大会開幕
- 10月8日 - プロ野球史上初の最終戦首位同率決戦中日対巨人（10.8決戦）。
- 11月15日 - テニスのマルチナ・ナブラチロワ、引退表明
- 11月23日 - 日本相撲協会、大関貴乃花光司の横綱昇進を決定
- 12月4日 - WBC世界バンタム級王者薬師寺保栄と、WBC世界バンタム級暫定王者辰吉丈一郎の間で、日本人同士による初の統一王座決定戦が行われる。
- 12月7日 - Vリーグが開幕
- 12月28日 - 女子バレーボール日立を解雇された大林素子、吉原知子がイタリアのプロチームに移籍表明、日本バレーボール界プロ1号となる

## 総合競技大会
- 第17回リレハンメルオリンピック(2月12日～27日) - 日本の獲得メダル:金1、銀2、銅2

| 第17回リレハンメルオリンピック       | 第17回リレハンメルオリンピック | 第17回リレハンメルオリンピック | 第17回リレハンメルオリンピック | 第17回リレハンメルオリンピック | 第17回リレハンメルオリンピック |
| 順位                                 | 国・地域                       | 金                             | 銀                             | 銅                             | 計                             |
| ------------------------------------ | ------------------------------ | ------------------------------ | ------------------------------ | ------------------------------ | ------------------------------ |
| 1                                    | ロシア                         | 11                             | 8                              | 4                              | 23                             |
| 2                                    | ノルウェー                     | 10                             | 11                             | 5                              | 26                             |
| 3                                    | ドイツ                         | 9                              | 7                              | 8                              | 24                             |
| 4                                    | イタリア                       | 7                              | 5                              | 8                              | 20                             |
| 5                                    | アメリカ合衆国                 | 6                              | 5                              | 2                              | 13                             |
| 6                                    | 韓国                           | 4                              | 1                              | 1                              | 6                              |
| 7                                    | カナダ                         | 3                              | 6                              | 4                              | 13                             |
| 8                                    | スイス                         | 3                              | 4                              | 2                              | 9                              |
| 9                                    | オーストリア                   | 2                              | 3                              | 4                              | 9                              |
| 10                                   | スウェーデン                   | 2                              | 1                              | 0                              | 3                              |
| 詳細はリレハンメルオリンピックを参照 |                                |                                |                                |                                |                                |

- 第6回リレハンメルパラリンピック（3月10日～19日） - 日本の獲得メダル:金0、銀3、銅3
- 第3回ワールドマスターズゲームズ（ オーストラリア・ブリスベン・9月26日～10月8日）
- 第12回アジア競技大会（広島市・10月2日～16日） - 日本の獲得メダル:金64、銀75、銅79
- 第49回わかしゃち国体（冬季スケート・アイスホッケー - 1月26日～29日・群馬県、冬季スキー・バイアスロン - 2月15日～18日・宮城県、夏季 - 9月3日～6日・愛知県、秋季 - 10月29日～11月3日・愛知県） - 漕艇競技は、異常渇水のため10月22日～25日に実施
天皇杯順位:優勝 愛知県、第2位 東京都、第3位 大阪府
皇后杯順位:優勝 愛知県、第2位 東京都、第3位 福岡県

## アイスホッケー
- スタンレーカップ決勝（1993-1994シーズン）
ニューヨーク・レンジャース （4勝3敗） バンクーバー・カナックス

## アメリカンフットボール

### NFL
- AFCチャンピオンシップゲーム（1月23日、リッチ・スタジアム）
バッファロー・ビルズ 30 - 13 カンザスシティー・チーフス
- NFCチャンピオンシップゲーム（1月17日、テキサス・スタジアム）
ダラス・カウボーイズ 38 - 21 サンフランシスコ・49ers
- 第28回スーパーボウル (1月23日、ジョージア・ドーム)
ダラス・カウボーイズ(NFC、2年連続4回目) 30 - 13 バッファロー・ビルズ(AFC)

### 日本の大会
- 第47回ライスボウル（1月3日、東京都文京区・東京ドーム）
アサヒビールシルバースター(社会人代表) 28-23 関西学院大学ファイターズ(学生代表）
- 第49回毎日甲子園ボウル(12月18日、兵庫県西宮市・阪神甲子園球場）
立命館大学パンサーズ(関西学生代表) 24-22 法政大学トマホークス(関東学生代表)
- 第8回東京スーパーボウル (12月13日、東京都文京区・東京ドーム）
松下電工インパルス 49-28 オンワードオークス

## 競馬

### 日本のGI競走
中央競馬
- 桜花賞（阪神・4月10日） 優勝：オグリローマン、騎手：武豊
- 皐月賞（中山・4月17日） 優勝：ナリタブライアン、騎手：南井克巳
- 天皇賞（春）（阪神・4月24日） 優勝：ビワハヤヒデ、騎手：岡部幸雄
- 安田記念（東京・5月15日) 優勝：ノースフライト 騎手：角田晃一
- 優駿牝馬（オークス）（東京・5月22日)  優勝：チョウカイキャロル、騎手：小島貞博
- 東京優駿（日本ダービー）（東京・5月29日) 優勝：ナリタブライアン、騎手：南井克巳
- 宝塚記念（阪神・6月12日) 優勝：ビワハヤヒデ 騎手：岡部幸雄
- 天皇賞（秋）（東京・10月30日） 優勝：ネーハイシーザー、騎手：塩村克己
- 菊花賞（京都・11月6日） 優勝：ナリタブライアン、騎手：南井克巳
- エリザベス女王杯（京都・11月13日） 優勝：ヒシアマゾン、騎手：中舘英二
- マイルチャンピオンシップ（京都・11月20日） 優勝：ノースフライト、騎手：角田晃一
- ジャパンカップ（東京・11月27日） 優勝：マーベラスクラウン、騎手：南井克巳
- 阪神3歳牝馬ステークス（阪神・12月4日） 優勝：ヤマニンパラダイス、騎手：武豊
- 朝日杯3歳ステークス（中山・12月11日） 優勝：フジキセキ、騎手：角田晃一
- スプリンターズステークス（中山・12月18日） 優勝：サクラバクシンオー、騎手：小島太
- 有馬記念（中山・12月25日） 優勝：ナリタブライアン、騎手：南井克巳

### JRA賞
- 年度代表馬・最優秀4歳以上牡馬　ナリタブライアン
- 最優秀3歳牡馬　フジキセキ
- 最優秀3歳牝馬　ヤマニンパラダイス
- 最優秀4歳牝馬　ヒシアマゾン
- 最優秀5歳牡馬　ビワハヤヒデ
- 最優秀5歳以上牝馬　ノースフライト
- 最優秀短距離馬　サクラバクシンオー
- 最優秀父内国産馬　ネーハイシーザー
- 最優秀ダートホース　フジノマッケンオー
- 最優秀障害馬　ブロードマインド
- 最優秀アラブ　該当馬無し
- 最多勝利騎手・最高勝率騎手　武豊
- 最多賞金獲得騎手　岡部幸雄

## ゴルフ

### 世界4大大会（男子）
- マスターズ優勝者：ホセ・マリア・オラサバル（ スペイン）
- 全米オープン優勝者：アーニー・エルス（ 南アフリカ共和国）
- 全英オープン優勝者：ニック・プライス（ ジンバブエ）
- 全米プロゴルフ優勝者：ニック・プライス（ ジンバブエ）

プライスが全英オープンと全米プロゴルフ選手権でメジャー2連勝。この年はプライスが世界ランキング1位だった。

### 世界4大大会（女子）
- ナビスコ・ダイナ・ショア大会優勝者：ドナ・アンドリュース（ アメリカ合衆国）
- 全米女子プロゴルフ優勝者：ローラ・デービース（ イギリス）
- 全米女子オープン優勝者：パティ・シーハン（ アメリカ合衆国）
- デュモーリエ・クラシック優勝者：マーサ・ナウス（ アメリカ合衆国）

### 日本
- 賞金王（男子）：尾崎将司
- 賞金女王：平瀬真由美

## サッカー
- FIFAワールドカップ決勝（ アメリカ合衆国）
 ブラジル 0-0 (PK 3-2)  イタリア
優勝 - ブラジル
- 天皇杯全日本サッカー選手権大会決勝（1993年度）
横浜フリューゲルス 6-2 鹿島アントラーズ
優勝 - 横浜フリューゲルス
- ゼロックス・スーパーカップ
ヴェルディ川崎 2-1 横浜フリューゲルス
優勝 - ヴェルディ川崎
- Jリーグ
1stステージ優勝 - サンフレッチェ広島
2ndステージ優勝 - ヴェルディ川崎
チャンピオンシップ年間優勝 - ヴェルディ川崎
Jリーグヤマザキナビスコカップ決勝
ヴェルディ川崎 2-1 清水エスパルス
優勝 - ヴェルディ川崎

## テニス

### グランドスラム
- 全豪オープン　男子単優勝：ピート・サンプラス（ アメリカ合衆国）、女子単優勝：シュテフィ・グラフ（ ドイツ）
- 全仏オープン　男子単優勝：セルジ・ブルゲラ（ スペイン）、女子単優勝：アランチャ・サンチェス（ スペイン）
- ウィンブルドン　男子単優勝：ピート・サンプラス（ アメリカ合衆国）、女子単優勝：コンチタ・マルチネス（ スペイン）
- 全米オープン　男子単優勝：アンドレ・アガシ（ アメリカ合衆国）、女子単優勝：アランチャ・サンチェス（ スペイン）

## プロレス
- プロレス大賞MVP:橋本真也（新日本プロレス）初受賞
- G1クライマックス（新日本プロレス）優勝：蝶野正洋（3回目）
- 世界最強タッグ決定リーグ戦（全日本プロレス） 優勝：三沢光晴&小橋建太「超世代軍」組（2連覇）

## ボクシング
- 5月4日 WBC世界スーパーフライ級王者誕生 - 川島郭志
- 12月4日 WBC世界バンタム級王座統一戦 - 正規王者薬師寺保栄対暫定王者辰吉丈一郎

## 誕生

### 1月
- 1月9日 - アデミウソン・ブラガ・ビスポ・ジュニオール（ブラジル、サッカー）
- 1月10日 - モハメド・アマン（エチオピア、陸上競技）
- 1月13日 - アナス・アチャバール（オランダ、サッカー）
- 1月15日 - 陳夢（中国、卓球）
- 1月18日 - 矢島慎也（埼玉県、サッカー）
- 2月11日 - 鈴木武蔵（群馬県（出生地はジャマイカ）、サッカー）

### 2月
- 2月12日 - アーマン・ホール（アメリカ合衆国、陸上競技）
- 2月16日 - 王凱華（中国、陸上競技）[1]
- 2月25日 - ウージニー・ブシャール（カナダ、テニス）
- 2月26日 - アブドゥルファッターハ・アスィーリー（サウジアラビア、サッカー）

### 3月
- 3月3日 - 猶本光（福岡県、サッカー）
- 3月5日 - 大島祐哉（京都府、卓球）
- 3月6日 - 閻涵（中国、フィギュアスケート）
- 3月8日 - ディラン・トンビデス（オーストラリア、サッカー）
- 3月9日 - イザベル・ドレッシャー（ドイツ、フィギュアスケート）
- 3月15日 - ナイジェル・アモス（ボツワナ、陸上競技）
- 3月23日 - ニック・パウエル（イギリス（イングランド）、サッカー）

### 4月
- 4月5日 - 室屋成（大阪府、サッカー）
- 4月10日 - 尾崎里紗（兵庫県、テニス）
- 4月19日 - カイオ（ブラジル、サッカー)
- 4月20日 - アリ・カヤ（ケニア、陸上競技）
- 4月26日 - 内藤実穂（大阪府、ソフトボール）
- 4月28日 - 田中美南（タイ王国、サッカー）
- 4月30日 - カチャリナ・パハモヴィチ（ベラルーシ、フィギュアスケート）

### 5月
- 5月6日 - マテオ・コヴァチッチ（オーストラリア、サッカー）
- 5月7日 - アレクサンドラ・アルドリッジ（アメリカ合衆国、フィギュアスケート）
- 5月9日 - 鈴木愛（徳島県、ゴルフ）
- 5月10日 - 伊藤有希（北海道、スキージャンプ）
- 5月14日 - マルコス・アオアス・コレア（ブラジル、サッカー）
- 5月19日 - 松森彩夏（東京都、ゴルフ）
- 5月20日 - ピオトル・ジエリンスキ（ポーランド、サッカー）
- 5月21日 - トーマス・デーリー（イギリス、飛込競技）
- 5月22日 - 髙木美帆（北海道、スピードスケート）
- 5月24日 - 瀬戸大也（埼玉県、水泳）
- 5月27日 - マクシミリアン・アルノルト（ドイツ、サッカー）
- 5月27日 - チョン・ジョンウ (韓国、アイスホッケー)

### 6月
- 6月6日 - 松田恵里（神奈川県、ボクシング）
- 6月8日 - 李厚賢（香港、フィギュアスケート）
- 6月14日 - 山田優（三重県、フェンシング）
- 6月18日 - 岩波拓也（兵庫県、サッカー）
- 6月18日 - 山本杏（神奈川県、柔道）
- 6月22日 - 大森菜月 (大阪府、陸上競技)
- 6月27日 - 深見利佐子（タイ王国、柔道）[2]
- 7月5日 -大谷翔平(岩手県、野球)

### 7月
- 7月10日 - ニクラス・アジョ（フィンランド、オートレース）
- 7月27日 - 姫野和樹（愛知県、ラグビー）

### 8月
- 8月1日 - サラ・ヘンドリクソン（アメリカ合衆国、スキージャンプ）
- 8月1日 - 廣田彩花（熊本県、バドミントン）
- 8月15日 - 萩野公介（栃木県、水泳）
- 8月16日 - 畠山愛理（東京都、新体操）
- 8月19日 - ナフィサトゥ・ティアム（ベルギー、陸上競技）[3]
- 8月22日 - 人里亜矢可（北海道、アイスホッケー）
- 8月23日 - 中島翔哉（東京都、サッカー）

### 9月
- 9月1日 - 宮下遥（三重県、バレーボール）
- 9月1日 - 桃田賢斗（香川県、バドミントン）
- 9月9日 - 人里茂樹（北海道、アイスホッケー）
- 9月25日 - ベイカー茉秋（東京都、柔道）
- 9月26日 - 藤田光里（北海道、ゴルフ）
- 9月30日 - アリーヤ・ムスタフィナ（ロシア、体操）

### 10月
- 10月10日 - 丹羽孝希（北海道、卓球）
- 10月13日 - 川岸史果（神奈川県、ゴルフ）
- 10月13日 - 渡邊雄太（香川県、バスケットボール）
- 10月17日 - 土性沙羅（三重県、レスリング）
- 10月29日 - 池内彩乃 (京都府、陸上競技)

### 11月
- 11月7日 - 村上佳菜子（愛知県、フィギュアスケート）
- 11月10日 - 浅野拓磨（三重県、サッカー）
- 11月12日 - 木村友香（静岡県、陸上競技）
- 11月21日 - 川井梨紗子（石川県、レスリング）
- 11月23日 - 上原明悠美（神奈川県、陸上競技）
- 11月30日 - ナイジャ・ヒューストン（アメリカ合衆国、スケートボード）

### 12月
- 12月7日 - 羽生結弦（宮城県、フィギュアスケート）
- 12月8日 - 岩出玲亜（三重県、陸上競技）

## 死去
- 1月20日 - マット・バスビー（イギリス、サッカー、*1909年）
- 1月29日 - ウルリケ・マイヤー（オーストリア、アルペンスキー、*1967年）
- 3月17日 - エルスワース・バインズ（アメリカ、テニス、*1911年）
- 4月15日 - ジョン・カリー（イギリス、フィギュアスケート、*1949年）
- 4月17日 - 宇野光雄（和歌山県、野球、*1917年）
- 4月23日 - 木村庄之助 (22代)（香川県、相撲、*1890年）
- 4月25日 - 和田共弘（北海道、競馬、*1922年）
- 4月26日 - 大山倍達（東京都、空手、*1923年）
- 4月29日 - マルセル・ベルナール（フランス、テニス、*1914年）
- 4月30日 - ローランド・ラッツェンバーガー（オーストリア、レーシングドライバー、*1960年）
- 5月1日 - アイルトン・セナ（ブラジル、レーシングドライバー、*1960年）
- 5月19日 - ルイス・オカーニャ（スペイン、自転車競技、*1945年）
- 5月30日 - 真田重蔵（和歌山県、野球、*1923年）
- 7月2日 - アンドレス・エスコバル（コロンビア、サッカー、*1967年）
- 7月3日 - ルー・ホード（オーストラリア、テニス、*1934年）
- 7月17日 - 塩田剛三（東京都、合気道、*1915年）
- 7月17日 - ジャン・ボロトラ（フランス、テニス、*1898年）
- 8月20日 - 柴田勝治（岩手県、ボクシング、*1911年）
- 8月21日 - アニタ・リザナ（チリ、テニス、*1915年）
- 9月3日 - ビリー・ライト（イギリス、サッカー、*1924年）
- 9月10日 - マックス・モーロック（ドイツ、サッカー、*1925年）
- 9月17日 - ビタス・ゲルレイティス（アメリカ、テニス、*1954年）
- 9月19日 - 木村庄之助 (23代)（石川県、相撲、*1897年）
- 10月1日 - クラレンス・ハウザー（アメリカ、陸上競技、*1901年）
- 10月8日 - 藤本冨良（静岡県、競馬、*1907年）
- 11月9日 - チャールズ・マティーセン（ノルウェー、スピードスケート、*1911年）
- 11月12日 - ウィルマ・ルドルフ（アメリカ、陸上競技、*1940年）
- 11月25日 - 坂本文次郎（和歌山県、野球、*1926年）
- 12月4日 - 荻村伊智朗（東京都、卓球、*1932年）